# 四無所畏
四無所畏，佛教術語，即四無畏。指佛說法時具有四種無所懼畏功德，不共菩薩，是成佛之後才有的功德。

抽象而言：

- 正等覺無畏：一切智無所畏，佛於大眾中明言我為一切智人而無畏心；
- 漏永盡無畏：漏盡無所畏，佛於大眾中明言，我斷盡一切煩惱而無畏心；
- 說障法無畏：說障道無所畏，佛於大眾中說惑業等諸障法而無畏心；
- 說出道無畏：說盡苦道無所畏，佛於大眾中說戒定慧等諸盡苦之正道而無畏心。

佛鼓励僧人们努力修成四无所畏。